# Chapelle Saint-Georges de Bouxwiller
Pour les articles homonymes, voir Chapelle Saint-Georges.
La chapelle Saint-Georges est un monument historique situé à Bouxwiller, dans le département français du Bas-Rhin.
La chapelle est attenante à l'ancienne halle aux blés dont les façades et toitures sont classées sous la même protection.

## Localisation
Ce bâtiment est situé clos des Seigneurs à Bouxwiller.

## Historique
La chapelle faisait partie d'un ensemble castral aujourd'hui disparu, dont les commanditaires sont les familles Werd et de Lichtenberg. La chapelle remonte au début du XIVe siècle. La halle aux blés du XVIe siècle, a été remaniée au XVIIe pour abriter une orangerie d'hiver. Les orangers ont été offerts en 1806 à l'impératrice Joséphine et sont à l'origine de la construction de l'orangerie de Strasbourg.
L'édifice fait l'objet d'une inscription au titre des monuments historiques depuis 1987.
Depuis 2013, le bâtiment abrite le musée du pays de Hanau.

## Architecture
La chapelle approximativement orientée, comporte un chœur à pans coupés, voûté d'ogives (en sifflet et sur culots) avec clés ornées de l'écu des Lichtenberg et des Werd. 
La halle aux grains est un long bâtiment en rez-de-chaussée, ajouré par neuf baies en plein cintre, vers la place du Château. Le mur pignon est entièrement appareillé en grès avec traces de l'ancien corps de porte qui donnait accès au domaine du château depuis l'enceinte de la ville. Sur une chaîne d'angle est sculptée une tête de fou. Le sous-sol est voûté en berceau surbaissé, le rez-de-chaussée comporte une file centrale de poteaux supportant une galerie moderne. Le comble, à trois niveaux, comporte une rangée centrale de poteaux.

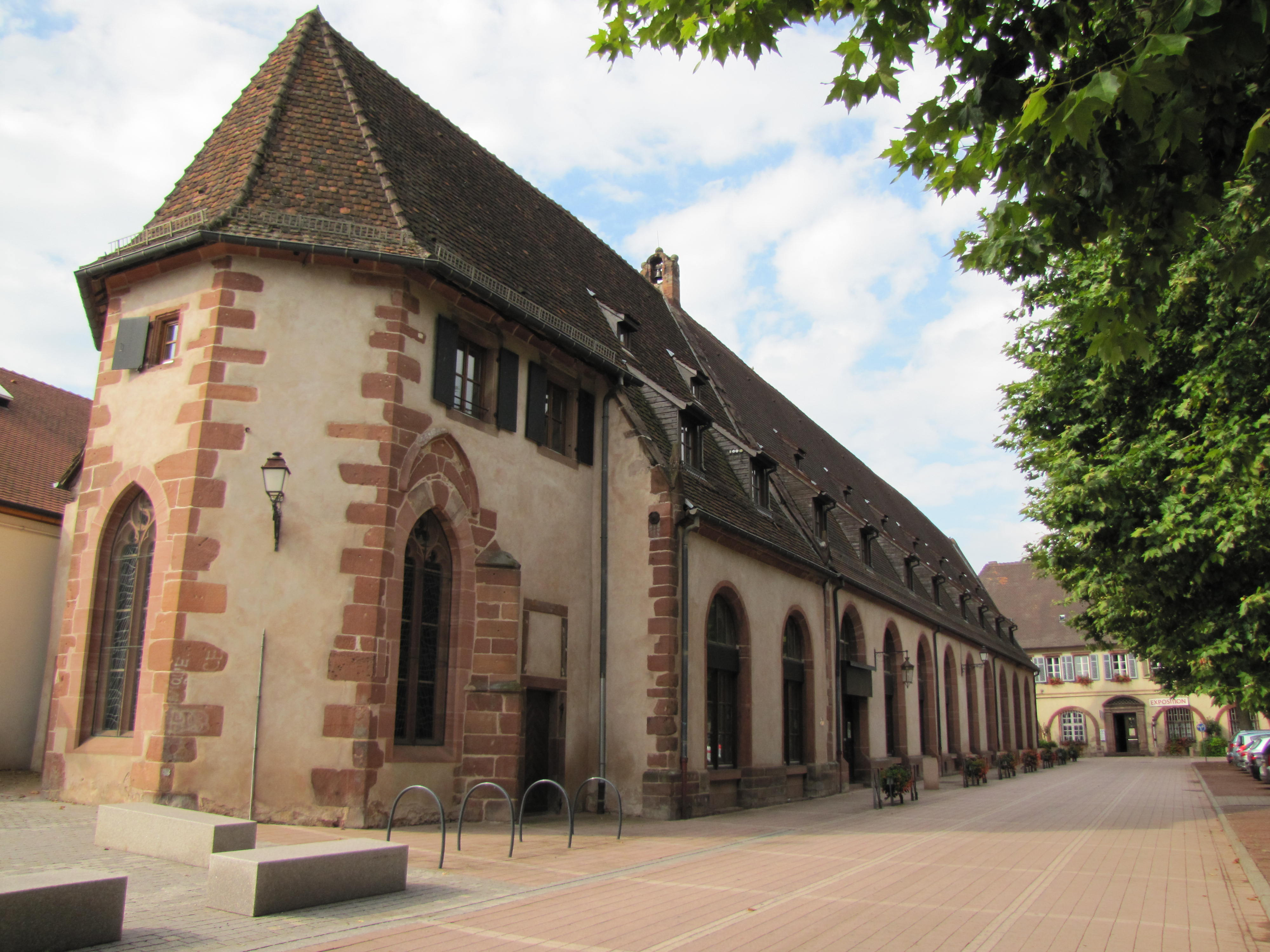
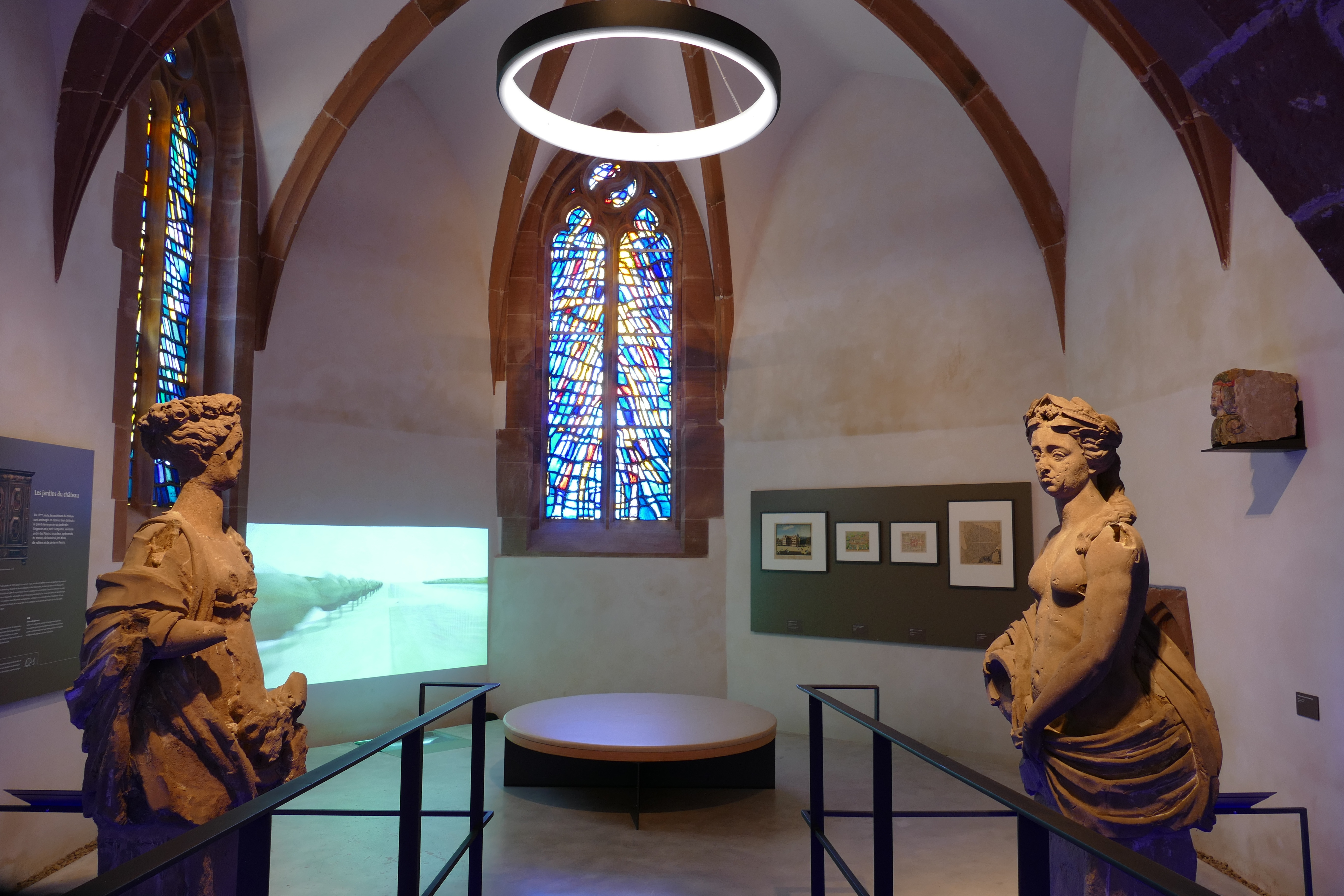